# Пригов, Семён Александрович
Семён Александрович Пригов (1889, Черниговская губерния — 22 мая 1938, Саратов) — советский юрист, работник органов юстиции и прокуратуры, прокурор Саратовского края (1934—1937).

## Биография
Семён Александрович Пригов родился в 1889 году в Черниговской губерни в еврейской семье. Отец С. А. Пригова работал страховым агентом.
1908 года — 1911 год — член РСДРП, примыкал к меньшевикам, но затем вышел из организации. Окончил 3 курса экономического отделения Санкт-Петербургского политехнического института (ЦГИА СПб, фонд 478, опись 3, дело № 5428), затем перевелся на юридический факультет Московского университета. С 1920 года — член РКП (б). С 1922 года в органах прокуратуры.
С 1923 по 1924 годы — помощник прокурора Полтавской губернии по губернскому суду. С 1929 по 1930 годы — заведующий подотделом прокуратуры Украинской ССР по судебно-следственному надзору. С 1925 года по 1934 год входил в редколлегию журнала «Вестник советской юстиции».
Работу в прокуратуре совмещает с научной и преподавательской деятельностью. Читает лекции по праву в Коммунистическом университете имени Артёма, Харьковской совпартшколе, Строительном институте, Институте инженеров транспорта.
В 1933 году — директор Научно-исследовательского института советского права, старший научный сотрудник Института изучения преступности.
С ноября 1934 года по март 1937 года — прокурор Саратовского края.
Арестован в марте 1937 года по обвинению в создании из числа сотрудников краевой прокуратуры антисоветской право-троцкистской организации. Осужден Военной коллегией Верховного суда СССР по ст. 58 УК РСФСР к расстрелу. Расстрелян 22 мая 1938 года в Саратове. Захоронен в братской могиле на Воскресенском кладбище города Саратова.
Реабилитирован в 1955 году.

## Семья
- Жена — Пригова (Трояновская) Евгения Николаевна
- Дочь — Пригова Ленмира Семёновна
  - Внучка — Пригова Евгения Львовна
- Сын — Пригов Владимир Семёнович
  - Внучка — Васильева (Пригова) Елена Владимировна
  - Внук — Пригов Борис Владимирович

## Избранные публикации

### Книги
- Пригов С. А. Преступление и наказание в рабоче-крестьянском государстве. (Об Уголовном кодексе). — Харьков: НКЮ УССР, 1925. — 56 с.
- Пригов С. А. Кто и как в советском государстве раскрывает преступления: (Об органах дознания и следствия). — Харьков: НКЮ УССР, 1925. — 76 с.
- Шаргородский М., Козак Л. Новый уголовный кодекс У.С.С.Р. / ред. С. А. Пригов. — Харьков: НКЮ УССР, 1927. — 28 с.
- Бродер Г., Викторов А., Гродзинский М. Уголовный процессуальный кодекс. Комментарий / ред. С. А. Пригов. — Харьков: НКЮ УССР, 1928. — 608 с.
- Шаргей М. Е., Пригов С. А., Мазуренко Ю. П. Уголовный кодекс УССР и РСФСР. Вып. 3. — Харьков: НКЮ УССР, 1928. — 205 с.
- Филин Н. А. Уголовный кодекс УССР и РСФСР. Вып. 3 / ред. С. А. Пригов. — Харьков: НКЮ УССР, 1928. — 168 с.

### Статьи
- Пригов С. А. Самокритика // Вестник советской юстиции : журнал. — 1928. — 22 июнь (№ 13 (119)). — С. 369—370.
- Пригов С. А. Революционная законность в резолюциях июльского пленума ЦК ВКП(б) и постановлениях ЦК КП(б)У // Вестник советской юстиции : журнал. — 1928. — 1 август (№ 17 (123)). — С. 495—496.
- Пригов С. А. Двенадцатый год Октября // Вестник советской юстиции : журнал. — 1928. — 1-7 ноябрь (№ 21 (127)). — С. 617.
- Пригов С. А. В защиту стахановцев // Социалистическая законность : журнал. — 1936. — Сентябрь (№ 9). — С. 40—45.